# Jamaquello
El Jamaquello es un ritmo musical y estilo de baile típico de Nicaragua, con raíces europeas.

## Historia
El Jamaquello norteño nicaragüense es un ritmo musical originario del País Vasco en España y del sur de Francia donde se conocía como Zortziko.
Introducido por inmigrantes procedentes de diferentes países de Europa, fue asimilado por el campesino norteño nicaragüense de los departamentos de Jinotega y Matagalpa.

## Compás
Es un ritmo que se escribe como un compás de 5/4 (cinco por cuatro, o cinco cuarto), casi igual que el compás del Zorcico (Zortziko) español, este también es de compás de cinco por cuatro, pero en el Jamaquello norteño nicaragüense, la disposición de los tiempos difiere en que el primer y tercer tiempo es siempre fuerte, el segundo semifuerte y los dos últimos débiles. Así solamente conserva desde el punto de vista formal, las características del compás y el aire o velocidad de ejecución del Zorcico ya que la rítmica es diferente. El diseño melódico puede ser variado pero rítmicamente solamente el primer y tercer tiempo son fuertes, los demás son débiles.

## Subgéneros
Se identifican tres subgéneros:
- Jamaqueo Saracuaco.
- Jamaqueo Chinampera.
- Jamaqueo Sarandajo, ejecutada solamente con violín de talalate

## Baile
Los jamaqueos saracuaco, de tonadas suaves, se bailan, como si nos meciéramos suavemente como las hamacas.
El jamaqueo sarandajo, se baila de forma rápida y zarandeada, ejecutándose en ocho tiempos, en compás de cinco cuartos.

## Vestuario de los danzantes
El traje de las mujeres es sencillo pero de telas brillantes (como tela fina de algodón o satín), sin maquillaje, con los cabellos trenzados en una o dos trenzas, sueltas a la espalda o al frente o apretadas en rodetes, al medio, en un moño, más o menos bajo, no llevan otro adorno que una o dos peinetas o, con menos frecuencia, un peinetón y un par de zarcillos, plateados o dorados, en las orejas; la cinta de colores en rojo, blanco y verde para ayudar a sujetar una flor.
La falda es volada con fustan de encajes blancos; la blusa es con encajes, las mangas son embuchadas con élasticos, a veces, llevan una moña adornada con flores del lugar, usan sandalias blancas, rebozo rojo y pañuelo rojo, también blanco y verde en el sentido horizontal, que son los colores de la bandera de Jinotega, en la cadera.
En cuanto al vestuario del varón: camisa a cuadros con mangas largas, pañuelo alrededor del cuello, pantalón de mezclilla, calzan botas como las que usan en la cosecha cafetalera.